# 黄忠诚
黄忠诚（1913年—2002年），中国人民解放军将领、中国人民解放军开国少将。
曾任海军西营基地司令员。1955年，授予中国人民解放军少将。